# Crown Jewel 2019
Crown Jewel (2019) was de 2e professioneel worstel-pay-per-view (PPV) en WWE Network evenement van Crown Jewel dat georganiseerd werd door de World Wrestling Entertainment voor hun Raw en SmackDown brands. Het evenement vond plaats op 31 oktober 2019 in het King Fahd International Stadium in Riyad, Saoedi-Arabië. Dit was het 4e evenement onder WWE's 10-jarige partnerschap ter ondersteuning van Saudi Vision 2030.

## Matches
| Nr. | Match | Winnaar(s)        | Opmerkingen                                                             | Bron  |
| --- | --- | ----------------- | ----------------------------------------------------------------------- | ----- |
| 1p  | 20-Man Battle Royal waar de winnaar tegen AJ Styles ging voor het WWE U.S. Championship | Humberto Carrillo | Carrillo won door Erick Rowan als laatste te elimineren.                | [ 2 ] |
| 2   | Brock Lesnar (c) (met Paul Heyman) vs. Cain Velasquez (met Rey Mysterio) | Brock Lesnar      | Eén-op-één match voor het WWE Championship. Lesnar won door submission. | [ 2 ] |
| 3   | The O.C. (Luke Gallows & Karl Anderson) vs. The Viking Raiders (Erik & Ivar) vs. The New Day (Big E & Kofi Kingston) vs. The Revival (Scott Dawson & Dash Wilder) vs. The B-Team (Curtis Axel & Bo Dallas) vs. Heavy Machinery (Otis & Tucker) vs. Dolph Ziggler & Robert Roode vs. Curt Hawkins & Zack Ryder vs. Lucha House Party (Lince Dorado & Gran Metalik) (met Kalisto) | The O.C.          | Nine Tag Team Turmoil match voor het WWE Tag Team World Cup.            | [ 2 ] |
| 4   | Mansoor vs. Cesaro | Mansoor           | Eén-op-één match.                                                       | [ 2 ] |
| 5   | Tyson Fury vs. Braun Strowman | Tyson Fury        | Eén-op-één match. Fury won door een Countout.                           | [ 2 ] |
| 6   | AJ Styles (c) (met Luke Gallows & Karl Anderson) vs. Humberto Carrillo | AJ Styles         | Eén-op-één match voor het WWE U.S. Championship.                        | [ 2 ] |
| 7   | Natalya vs. Lacey Evans | Natalya           | Eén-op-één match. Natalya won door submission.                          | [ 2 ] |
| 8   | Team Hogan (Roman Reigns, Rusev, Ricochet, Shorty G en Ali) (met Hulk Hogan & Jimmy Hart) vs. Team Flair (Randy Orton, King Corbin, Bobby Lashley, Shinsuke Nakamura en Drew McIntyre) (met Ric Flair) | Team Hogan        | 10-Man Tag Team match.                                                  | [ 2 ] |
| 9   | "The Fiend" Bray Wyatt vs. Seth Rollins (c) | Bray Wyatt (nc)   | Falls Count Anywhere match voor het WWE Universal Championship.         | [ 2 ] |